# Proposta indecente
Proposta indecente (Indecent Proposal) è un film del 1993 diretto da Adrian Lyne. Basato sull'omonimo romanzo di Jack Engelhard, è interpretato da Robert Redford, Demi Moore e Woody Harrelson.

## Trama
David e Diana Murphy sono una bellissima coppia innamorata in viaggio per Las Vegas, dove sperano di poter vincere una grossa somma, in modo da poter realizzare il progetto immobiliare di David, un architetto. Dopo aver scommesso e perso tutti i loro risparmi, incontrano un famoso miliardario, John Gage, notando sin dal primo istante che questi prova un interesse nei confronti di Diana. John, a sua volta, scommette una grossa somma, facendo però lanciare i fatidici dadi alla ragazza, e vince. Sentendo crescere il desiderio  per lei, il ricco e affascinante uomo offre alla coppia un milione di dollari, chiedendo in cambio di passare una notte d'amore proprio con la giovane; dopo qualche ripensamento, i due decidono di accettare e il giorno dopo firmano addirittura un contratto appositamente preparato per l'occasione. Così John porta con sé Diana nel suo panfilo.
In seguito, benché avesse sperato di dimenticare l'accordo, David diventa sempre più insicuro nella sua relazione con Diana, temendo che lei possa essere attratta da Gage: proprio per questo, in seguito a varie scenate di gelosia, i due sposi si separano. Provando molto interesse per Diana, John ricompare e continua a farle offerte: la ragazza, nonostante qualche resistenza iniziale, alla fine si accinge a consolidare il suo rapporto con il miliardario, iniziando a ricambiarne le attenzioni. Intanto, David si rende conto di non potere stare senza l'amore della sua vita e, quando Diana chiede il divorzio, fa un ultimo tentativo per farla tornare da lui.
John vede come Diana guarda David e si accorge che il suo rapporto con Diana non raggiungerebbe mai l'intensità di quello tra lei e David; quindi, inaspettatamente, John le dà l'impressione di essere l'ultima delle «ragazze da un milione di dollari», una delle tante, facendo così in modo che lei lo lasci: Diana però capisce che è tutta una finzione e bacia John ringraziandolo; a questo punto torna da David e, proprio sul ponte dove lui le aveva chiesto di sposarlo, si tengono per mano, riconsolidando il loro amore.

## Produzione
Le riprese del film si svolsero dal 15 giugno 1992 al 16 ottobre 1992.
Il ruolo di Robert Redford fu offerto a Val Kilmer, mentre quello di Demi Moore a Julia Roberts. Fra i candidati alla parte di David Murphy c'erano anche John Cusack e Charlie Sheen. Il film fu originariamente pensato come veicolo per la vera coppia formata da Tom Cruise e Nicole Kidman, con Warren Beatty nella parte del milionario. Johnny Depp e Tim Robbins si candidarono per il ruolo di Woody Harrelson. Halle Berry fece un provino per la parte di Demi Moore, mentre come controfigura di Redford fu ingaggiato il pornodivo Randy West.

## Incassi
Le risorse finanziarie complessive sono state di circa 38 milioni di dollari. Al botteghino la pellicola si rivelò un successo, con oltre 100 milioni negli Usa e complessivamente 266.600.000 dollari nel mondo.

## Citazioni
In una scena Diana legge il romanzo Il socio, che poi sarebbe diventato l'omonimo film di Sydney Pollack prodotto dalla Paramount. Nell'episodio della serie animata I Simpson dal titolo Proposta semidecente viene ripreso il tema della pellicola.
Il racconto di John Gage a proposito dell'incontro di una donna molto attraente nella metropolitana di New York è una citazione da Quarto potere (1941) di Orson Welles.
In una scena del film Il ciclone, di Leonardo Pieraccioni, la vecchia compagna delle elementari del protagonista, Levante, cita la pellicola riguardo al vestito indossato da Diana nella scena del panfilo.

## Accoglienza
Il film uscì il 7 aprile 1993 in America, dove fu accolto da un buon successo di pubblico ma con numerose stroncature da parte della critica. Vinse tre Razzie Awards per peggior film (Sherry Lansing), peggiore sceneggiatura (Amy Holden Jones) e peggior attore non protagonista (Woody Harrelson), con candidature anche per Redford, la Moore, Lyne e la canzone; in Italia le reazioni non sono state di gran lunga migliori, tanto che oggi Proposta indecente è ricordato come una delle peggiori pellicole di Lyne.

## Riconoscimenti
- MTV Movie Awards 1994
  - Miglior bacio (Demi Moore e Woody Harrelson)